# (5037) Habing
(5037) Habing es un asteroide perteneciente al cinturón de asteroides, descubierto el 24 de septiembre de 1960 por Cornelis Johannes van Houten en conjunto a su esposa también astrónoma Ingrid van Houten-Groeneveld y el astrónomo Tom Gehrels desde el Observatorio del Monte Palomar, Estados Unidos.

## Designación y nombre
Designado provisionalmente como 6552 P-L. Fue nombrado Habing en honor al profesor de astronomía Harm Habing, desarrolló su labor en la Universidad de Leiden, fue presidente de la Comisión 34 de la IAU (Materia interestelar). Desde 1983 ha supervisado muchas publicaciones basadas en observaciones de galaxias del IRAS.

## Características orbitales
Habing está situado a una distancia media del Sol de 2,273 ua, pudiendo alejarse hasta 2,526 ua y acercarse hasta 2,021 ua. Su excentricidad es 0,111 y la inclinación orbital 7,029 grados. Emplea 1252,42 días en completar una órbita alrededor del Sol.

## Características físicas
La magnitud absoluta de Habing es 13,3. Tiene 5,676 km de diámetro y su albedo se estima en 0,315.